# Gervane Kastaneer
Gervane Zjandric Adonnis Kastaneer (Rotterdam, 9 juni 1996) is een Nederlands-Curaçaos voetballer die doorgaans als aanvaller speelt. Hij debuteerde in 2018 in het Curaçaos voetbalelftal.

## Clubstatistieken
| Seizoen                    | Club                    | Competitie                    | Competitie | Competitie | Beker | Beker | Internationaal | Internationaal | Overig | Overig | Totaal | Totaal |
| Seizoen                    | Club                    | Competitie                    | Wed.       | Dlp.       | Wed.  | Dlp.  | Wed.           | Dlp.           | Wed.   | Dlp.   | Wed.   | Dlp.   |
| -------------------------- | ----------------------- | ----------------------------- | ---------- | ---------- | ----- | ----- | -------------- | -------------- | ------ | ------ | ------ | ------ |
| 2012/13                    | FC Dordrecht            | Eerste divisie                | 3          | 0          | 0     | 0     | –              | –              | 1      | 0      | 4      | 0      |
| 2013/14                    | ADO Den Haag            | Eredivisie                    | 0          | 0          | 0     | 0     | –              | –              | 0      | 0      | 0      | 0      |
| 2014/15                    | ADO Den Haag            | Eredivisie                    | 8          | 1          | 0     | 0     | –              | –              | 0      | 0      | 8      | 1      |
| 2015/16                    | ADO Den Haag            | Eredivisie                    | 5          | 0          | 1     | 0     | –              | –              | 0      | 0      | 6      | 0      |
| 2015/16                    | → FC Eindhoven          | Eerste divisie                | 14         | 4          | 0     | 0     | –              | –              | 2      | 1      | 16     | 5      |
| 2016/17                    | ADO Den Haag            | Eredivisie                    | 14         | 4          | 2     | 2     | –              | –              | 0      | 0      | 16     | 6      |
| 2017/18                    | 1. FC Kaiserslautern    | 2. Bundesliga                 | 10         | 0          | 1     | 0     | –              | –              | 0      | 0      | 11     | 0      |
| 2017/18                    | 1. FC Kaiserslautern II | Oberliga Rheinland-Pfalz/Saar | 3          | 0          | 0     | 0     | –              | –              | 0      | 0      | 3      | 0      |
| 2018/19                    | NAC Breda               | Eredivisie                    | 21         | 2          | 1     | 0     | –              | –              | 0      | 0      | 22     | 2      |
| 2019/20                    | Coventry City FC        | League One                    | 10         | 1          | 6     | 0     | –              | –              | 0      | 0      | 17     | 1      |
| 2020/21                    | Coventry City FC        | Championship                  | 2          | 0          | 0     | 0     | –              | –              | 0      | 0      | 2      | 0      |
| 2020/21                    | Heart of Midlothian FC  | Scottish Championship         | 6          | 0          | 1     | 0     | –              | –              | 0      | 0      | 7      | 0      |
| 2021/22                    | PEC Zwolle              | Eredivisie                    | 31         | 2          | 2     | 0     | –              | –              | 0      | 0      | 33     | 2      |
| 2022/23                    | PEC Zwolle              | Eerste divisie                | 23         | 1          | 1     | 0     | –              | –              | 0      | 0      | 24     | 1      |
| Carrière totaal            | Carrière totaal         | Carrière totaal               | 150        | 15         | 15    | 2     | 0              | 0              | 3      | 1      | 168    | 18     |
| Bijgewerkt tot 24 mei 2023 |                         |                               |            |            |       |       |                |                |        |        |        |        |